# HK Start
Start (Ryska: Старт) är en rysk bandyklubb som spelar i Ryska ligan. 
Klubben grundades 1932 med namnet Novoye Sormovo. Namnet byttes 1936 till Zenit, 1959 till Trud och 1960 till Start Gorkij. När staden Gorkij 1990 bytte namn till Nizjnij Novgorod ändrade klubben sitt namn till Start. Laget spelade i Ryska ligan i Sovjetunionen under åren 1967–1969, samt under säsongen 1973–1974. De har sedan säsongen 1975–1976 spelat i första divisionen.

## Historia
Klubben grundades 1932 och är den äldsta sportklubben i Nizjnij Novgorod. Under åren 1951–1964 och säsongen 1970–1971 spelade man i turneringar (1958, 1960, 1963, 1964, 1971) för RSFSR mästerskapen. Sedan säsongen 1964/65 har man varit en regelbunden deltagare i USSR-mästerskapen (med undantag för säsongen 1970/1971). Under säsongen 1967/1968 spelade man i toppdivisionen i Sovjetunionen. Under säsongen 1975/1976 säsongen återvände man till elit divisionen, där man fortfarande spelar.
Sommaren 1965 blev det ett tränarbyte, Georgij Sergeevitj Shtyrov gick till Lokomotiv Junior Sports School (fotboll), och ny tränare blev Yuri Efimovitj Fokin, som ett år tidigare kommit till Gorkij från Almaty. Under Yuri Fokins ledning vann "Start" silver tre gånger (1980, 1995 och 2002), brons tre gånger (1996, 1998 och 2000) och vann en gång Sovjetunionen Cup (1983). Under sovjettiden var Yuri Fokin andretränare i landslaget och säsongen 2004 var han huvudtränare för det ryska landslaget.
Under åren har många kända spelare spelat i "Start". Bland dessa är Yuri Gavrilov (trefaldig världsmästare), Alexander Rychagov (två gånger världsmästare, två gånger silvermedaljör samt bronsmedaljör), Vyacheslav Ryabov (även han två världsmästartitlar, två silver samt en brons), Oleg Chubinsky (två gånger världsmästare, en silver- och en bronsmedalj), Alexey Dyakov (två gånger världsmästare samt silvermedaljör), Yuri Loginov (ett guld, ett silver och fyra brons), Alexander Evtin (silver- och bronsmedaljör), Evgeij Goryachev (silvermedaljör), Andrei Be Gunov (silvermedaljör) och Vladislav Novozhilov (två brons).
Från säsongen 2007/2008 och sju år framåt leddes Start av Alexej Dyakov. En av de bästa spelarna i Nizhny Novgorod Bandy som spelade 16 säsonger i Sverige, fick medborgarskap där. Hans spel för klubbarna Nässjö IF och IFK Motala gjorde Dyakov känd inte bara i Ryssland utan även i Skandinavien.
Sedan säsongen 2014/15 har ledningen förändrats i laget. Edward Saksonov som tidigare arbetat med Start-2, blev huvudtränare. Hans lagkamrater från 1990-talet till början av 2000-talet Vyacheslav Ryabov och Yury Loginov hjälpte honom. Styrelseordförande blev Yuri Erofeev. Från mitten av säsongen 2015/2016 var Igor Chilikin huvudtränare för Start.
I mitten av säsongen 2016/2017 säsongen blev Andrei Begunov ny huvudtränare. Sedan säsongen 2017/2018 har Vyacheslav Ryabov arbetat som idrottschef för klubben och sedan sommaren 2016 har han varit ordförande för FHSMNO.
I mitten av säsongen 2017/2018 blev Aleksey Grigorievich Dyakov åter huvudtränare, assisterad av Edward Saksonov.
Under säsongen 2018/2019 slog Start det svenska laget Edsbyns IF och besegrade Krasnojarsk Jenisej i kvartsfinalen med 4-0. Därmed nådde "Start" för första gången semifinalen i världscupen. 

## Meriter

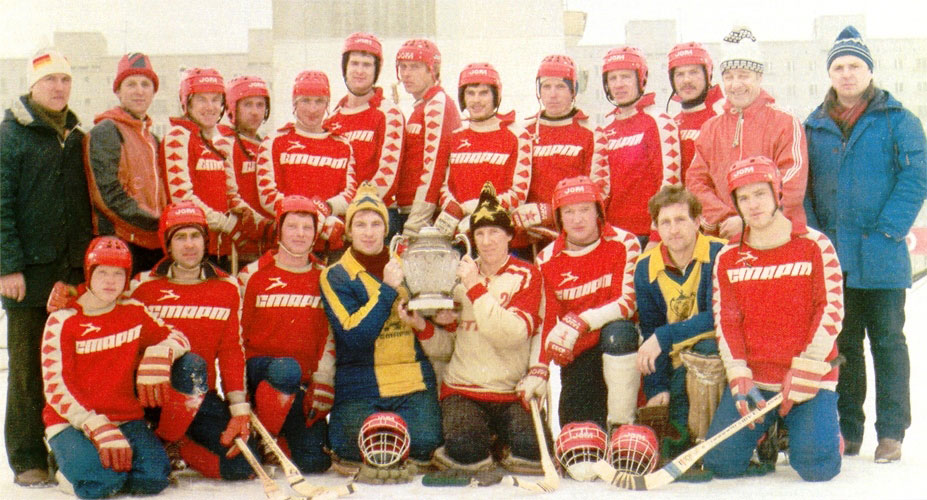
Gorkij "Start" i Sovjetiska Cupen 1983. Från vänster till höger: Veretenov, Gavrilov, Pugachev, Smooth, Korovin, Saleev, Maksimenko, Dyakov, Goryachev, Krygin, Medvedsky, Fokin, Kolbinov; Sit - Lokushin, Osipov, Shesterov, Domnenkov, Kadyshev, Levers, Okulov, Ionov.

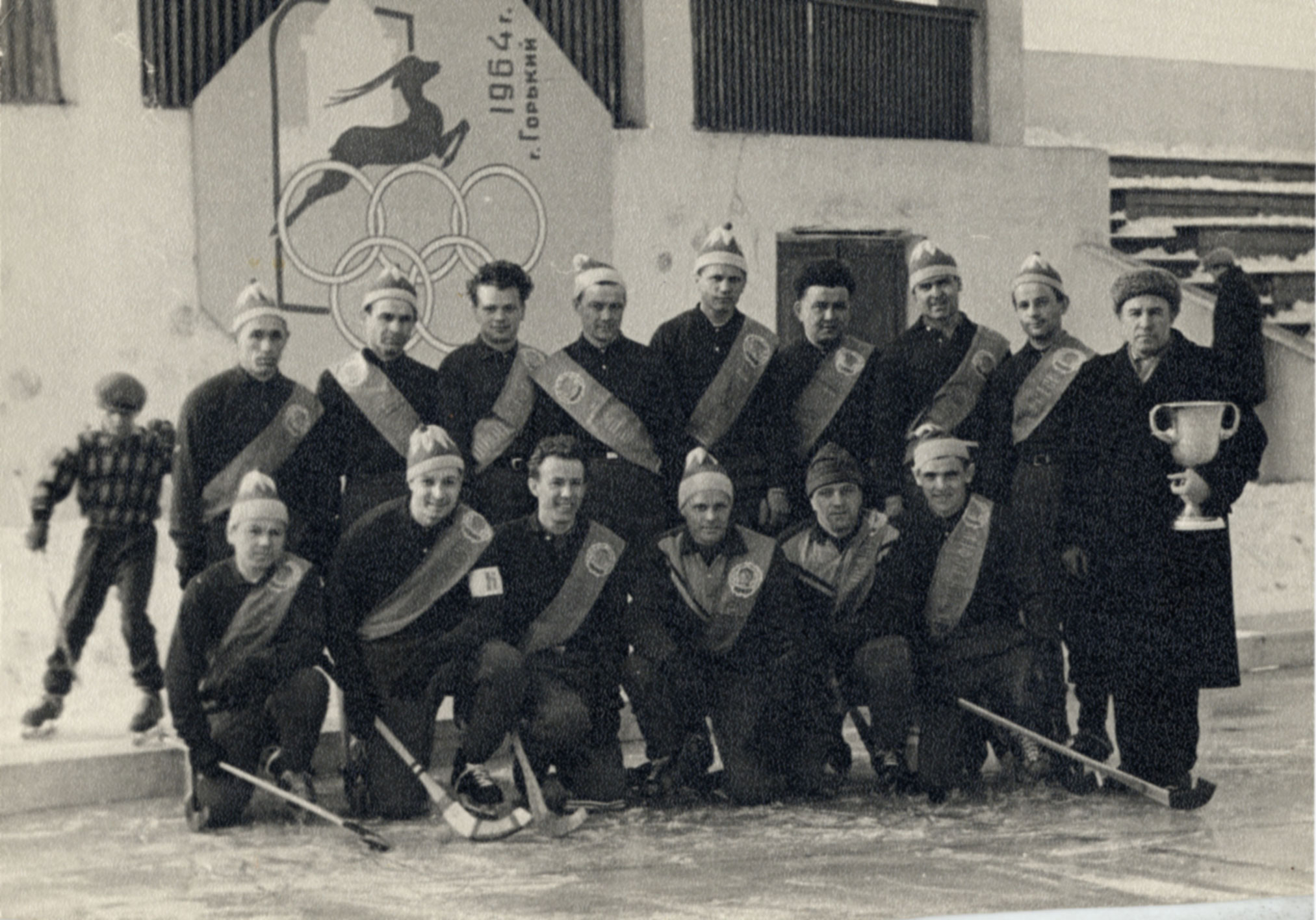
"Start" -mästare i RSFSR 1964. Från vänster till höger:Nikishin, Andrianov, Rybakov, Firstanstan, Makhalov, Baskakov, Sytin, E. Panteleev, Shtyrov; sit - Shesterov, A. Panteleev, Krutov, Mineev, Kuznetsov, Burlakov.

Världscupen
- Tredje plats i VM 2018/2019

Ryska / Sovjetunionen Cup
- Vinnare USSR Cup 1982/1983
- Finalist Sovjetunionen Cup 1985/1986
- Finalist Ryska Cupen 1997/1998

Ryska / USSR Super League
- Silvermedaljörer i ryska superligan 1994/95, 2001/2002
- Silvermedaljörer USSR Super League 1979/1980
- Bronsmedaljörer Ryska Super League 1995/96, 1997/98, 1999/2000

Championship of RSFSR
- Champion av RSFSR 1963/64
- Silvermedaljörer RSFSR 1962/63
- Bronsmedaljörer RSFSR 1960/61

Sovjetunionens första ligamästerskap
- Vinnare av USSR:s ligamästerskap 1975

Sovjetunionens mästerskapsklass A II-grupp
- Silvermedaljörer i Sovjetunionen mästerskapsklass A II-gruppen 1964

Volga-Sport-Arena Cup
- Vinnare av Volga-Sport-Arena Cup 2015

Falun Cup
- Vinnare av Falun Cup 2008

Cup av republiken Komi
- Vinnare av cupen av republiken Komi 1998, 2001

Porvoo Borgå 650 Bandy Cup
- Vinnare av Porvoo Borgå 650 Bandy Cup 1996

## Skyttekung

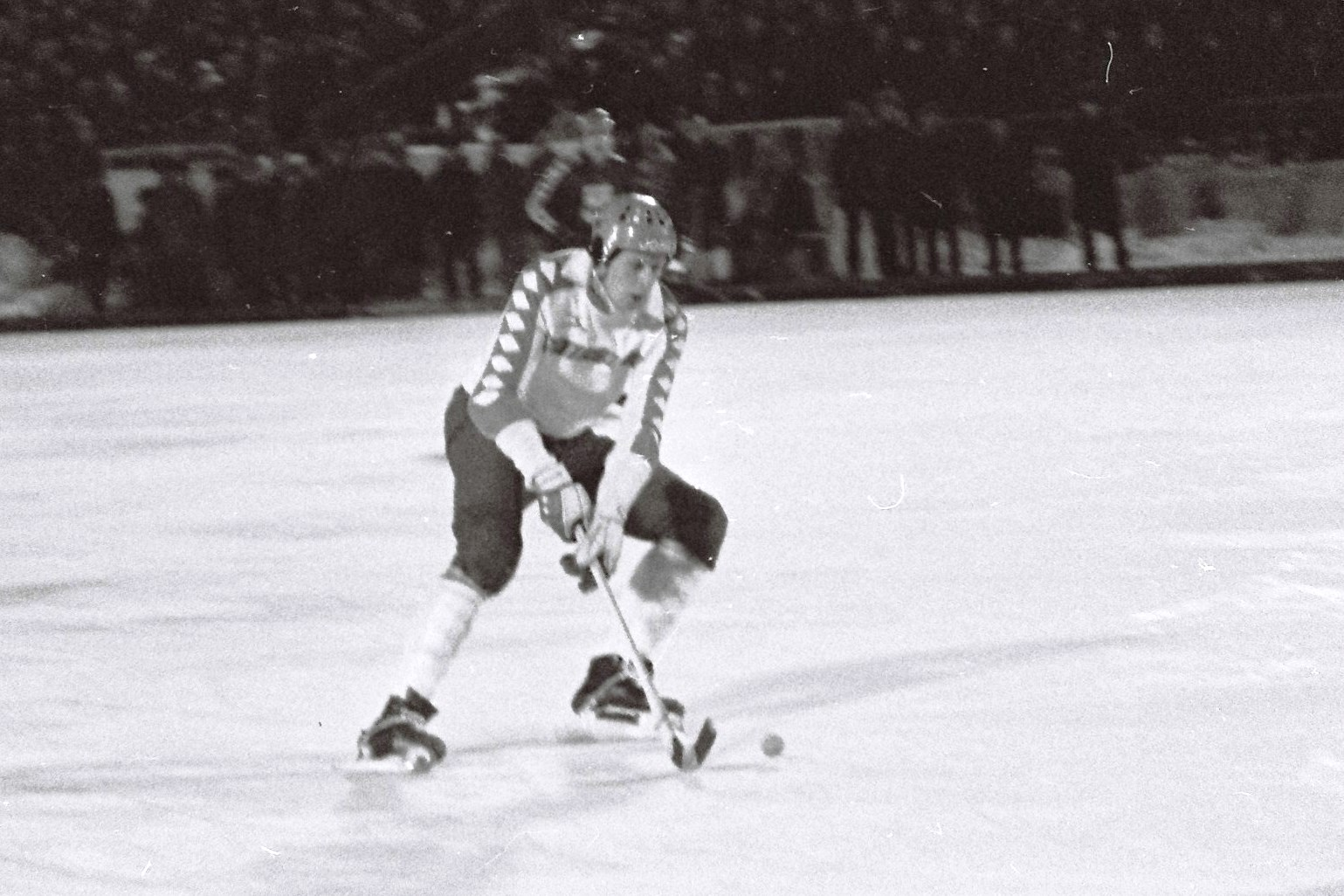
Sergey Maximenko attackerar.

Sergey Maksimenko, toppskytt i Nizjnij Novgorod bandy, gjorde 387 mål för "Start" i landslaget innan han gick till Finland.

## Nämnvärda prestationer av klubbens spelare
- Försvararen Alexander Rychagov gjorde i världscupfinalen år 1985 det vinnande målet mot Sverige.
- Vyacheslav Ryabov utsågs till den bästa målvakten i världscupen 2001 och ingick i det turneringens lag under VM 1999.
- Yuri Gavrilov - den första världsmästaren i "Start" - vann denna hederstitel, medan han fortfarande var en första ligaspelare.
- Yuri Loginov, som blev medlem av det ryska landslaget 1999, blev världskampanjen 1999, vann redan bronsmedalj 2003, redan i landslaget i Kazakstan. Och kaptenen i detta lag var en annan Startspelare - Vladislav Novozhilov. Sedan dess har de också uppnått stora prestationer med Kazakstans landslag.
- Under 2012 blev fyra Startspelare samtidigt bronsmedaljister från VM i Kazakstans landslag - Leonid Bedarev, Denis Maksimenko, Rauan Isaliev och Ruslan Galyautdinov. Denis Maksimenko och Leonid Bedarev blev senare fyra gångers vinnare av bronsmedaljer vid VM, samtidigt som Ruslan Galyautdinov fick tre medaljer. Rauan Isaliyev gick med i Sibselmash i Novosibirsk och spelar också för sitt landslag.

## Ledare
- Huvudtränare - Alexey Dyakov
- Tränare - Eduard Saxonov
- Biträdande tränare - Yuri Gavrilov
- Fystränare - Yevgeny Alyoshev

## HK Starts trupp 2018–2019
| Nr | Placering           | Efternamn förnamn   | Rang | Medborgarskap       | Födelsedatum |
| -- | ------------------- | ------------------- | ---- | ------------------- | ------------ |
| 1  | målvakt             | Maxim Bolotov       | kms  | Ryssland            | 14.01.1995   |
| 97 | målvakt             | Yuri Ivanchikov     | kms  | Ryssland            | 22.08.1997   |
| 98 | målvakt             | Dmitry Shkilev      | kms  | Ryssland            | 22.09.1998   |
| 2  | försvarare          | Denis Maximenko     | msmk | Ryssland, Kazakstan | 15.10.1983   |
| 13 | försvarare          | Vadim Vasilyev      | ms   | Ryssland            | 11.08.1993   |
| 15 | försvarare          | Anatoly Golubkov    | zms  | Ryssland, Kazakstan | 01.12.1988   |
| 28 | försvarare          | Maxim Logoshin      | kms  | Ryssland            | 01.09.1999   |
| 77 | försvarare          | Andrey Osipenkov    | kms  | Ryssland            | 17.05.1994   |
| 10 | MF                  | Sergey Katugin      | ms   | Ryssland            | 13.08.1987   |
| 17 | MF                  | Yegor Dashkov       | ms   | Ryssland            | 23.10.1997   |
| 19 | MF                  | Dmitry Savelyev     | zms  | Ryssland            | 22.02.1979   |
| 23 | MF                  | Alexey Bushuev      | msmk | Ryssland            | 11.04.1985   |
| 25 | MF                  | Nikita Kochetov     | kms  | Ryssland            | 22.02.2000   |
| 35 | MF                  | Roman Ledyankin     | kms  | Ryssland            | 25.10.2000   |
| 51 | MF                  | Maxim Gavrilenko    | ms   | Ryssland, Kazakstan | 20.08.1981   |
| 86 | MF                  | Vitaly Usov         | kms  | Ryssland            | 10.10.1996   |
| 12 | central mittfältare | Denis Kotkov        | ms   | Ryssland            | 22.07.1984   |
| 14 | central mittfältare | Evgeny Korev        | ms   | Ryssland            | 05.07.1986   |
| 18 | central mittfältare | Alexey Kiselev      | kms  | Ryssland            | 29.08.1988   |
| 70 | central mittfältare | Evgeny Neronov      | kms  | Ryssland            | 05.03.1998   |
| 4  | FW                  | Patrick Johansson   | —    | Sverige             | 19.09.1988   |
| 9  | FW                  | Stanislav Ismagilov | ms   | Ryssland            | 25.01.1985   |
| 71 | FW                  | Alexander Stepanov  | ms   | Ryssland            | 17.08.1998   |

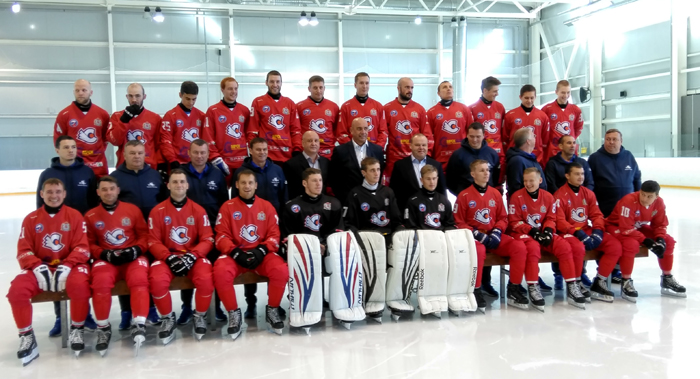
Nizhny Novgorod "Start" säsongen 2018–2019.

- Lagets sammansättning den 14 oktober 2018.

## Klubbens hemmaarena
- Hemmaarena är Trud Stadium som ligger i distriktet Sormovsky. Stadion har plats för drygt 20 000 åskådare. Området är mer an 14 000 m² stort och innehåller isrink samt en skridskobana på 400 m för hastighetsåkning.
- Stadium "Start" är geografiskt belägen i Moskva-distriktet. Arenan rymmer 6200 åskådare. Det är en plattform med naturlig is och en fältstorlek på 105 x 65 m.
- Pre-season-förberedelsen av Start-lagspelarna utförs i Nizhny Novgorods idrottsanläggning "Younost", och de använder också sportkomplexet Krasnaya Gorka och Sportscenter Borsky i Bor.

## Klubbfärger
Klubbfärgerna är      röd,      blå,      vit. 

### Emblem och logo

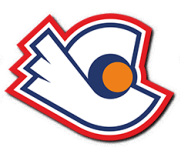
Logo bandy club "Start".

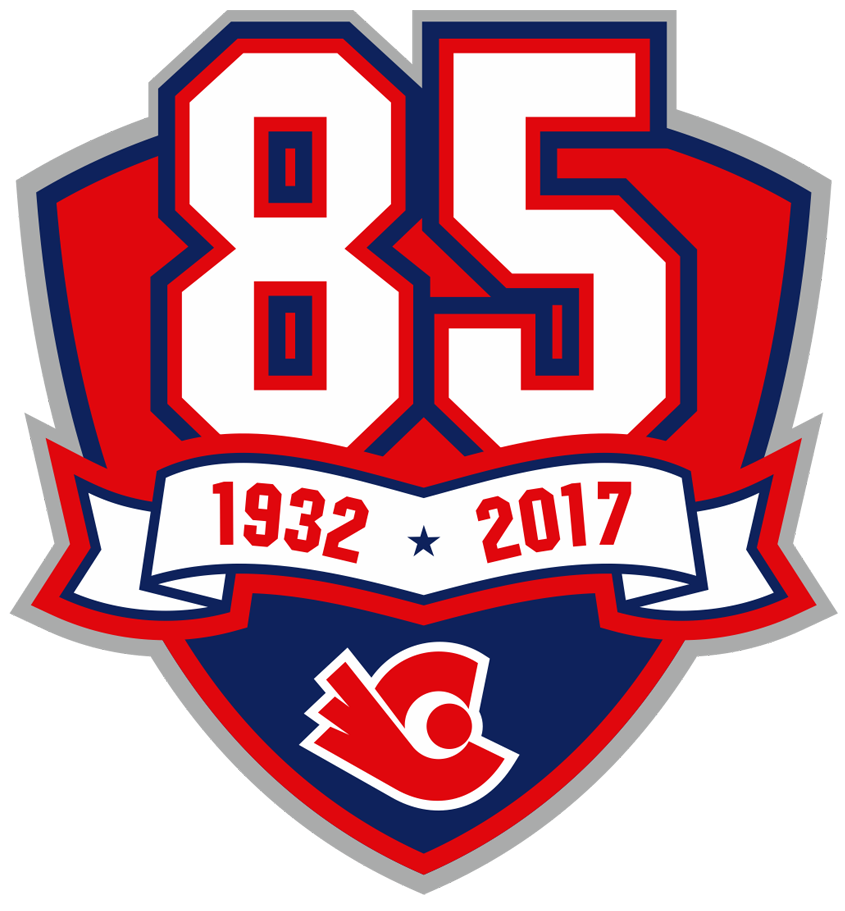
Årsdagslogo Bandy Club "Start".

Klubbens logga framställdes 2015/2016. Säsongen 2017/2018 användes en jubileumslogga för att fira klubbens 85-årsjubileum.
Klubbens maskot är "Startenok" är en tecknad bandyspelande pojke.

### Anthem
År 2015 skrevs klubbens sång av Boryaev Ilya. Fansens inofficiella hyllningssång till laget är "Sormovsky lyric".